# Diphycerus cupripennis
Diphycerus cupripennis är en skalbaggsart som beskrevs av Gilbert John Arrow 1925. Diphycerus cupripennis ingår i släktet Diphycerus och familjen Melolonthidae. Inga underarter finns listade i Catalogue of Life.